# Beaufort-Blavincourt
Beaufort-Blavincourt – miejscowość i gmina we Francji, w regionie Hauts-de-France, w departamencie Pas-de-Calais.
Według danych na rok 1990 gminę zamieszkiwały 394 osoby, a gęstość zaludnienia wynosiła 49 osób/km² (wśród 1549 gmin regionu Nord-Pas-de-Calais Beaufort-Blavincourt plasuje się na 856. miejscu pod względem liczby ludności, natomiast pod względem powierzchni na miejscu 447.).